# Paul Debrabandere
Paul Debrabandere (Kortrijk, 14 maart 1927 - aldaar, 6 september 2000) was een Vlaams kunsthistoricus, binnenhuisarchitect en schrijver.

## Levensloop
Paul Debrabandere studeerde in Gent aan het Sint-Lucasinstituut en aan de Koninklijke Academie voor Schone Kunsten. Hij vestigde zich in Kortrijk als binnenhuisarchitect en speelde een belangrijke rol in het cultureel en artistiek leven in Kortrijk. Hij was onder meer conservator van de stedelijke musea. Hij was ook medestichter van het tijdschrift " Verslagen en mededelingen van de Leiegouw", waarvan zijn neef dr. Frans Debrabandere voorzitter was. Hij was ook tekenaar en aquarellist. 
In 1958 was hij medestichter van De Leiegouw en werd er secretaris van. Later werd zijn neef Frans Debrabandere er de jarenlange voorzitter van.

## Publicaties
- Geschiedenis van de schilderkunst te Kortrijk, 1400-1900, 1963.
- Geschiedenis van de beeldhouwkunst te Kortrijk, 1968.
- Kortrijkse gevels van de XVIde-eeuw tot het Empire, 1973.
- Zo was... Kortrijk, volkskundige studie, 1974.
- Kortrijk 1945-1955, volkskundige studie, 1975.
- Kortrijk in pennentrekken, 1975, 20 pentekeningen en beschrijvingen van de belangrijkste Kortrijkse monumenten.
- Kunstschatten uit de kerken van het Decanaat Wervik, 1976.
- De Kortrijkse edelsmeedkunst, 1979.
- Kortrijkse gevels van Neoclassicisme tot Nieuwe zakelijkheid, 1983.
- De Grote Markt van Kortrijk, samen met Niklaas Maddens, 1984.
- Kortrijkse Dierenschilders van de 19de Eeuw, 1987.
- Franse-stijlinterieurs in Kortrijk, 1990.
- Historische parken en tuinen in Kortrijk, 1992.
- Het Kortrijkse straatleven in de 20ste Eeuw, uitg. Groeninge, 2000.